# قائمة القبائل التي تعود إلى الأصول السامية
تحتوي هذه القائمة على قبائل أو مجموعات بشرية تمت الإشارة إليها في الكتاب المقدس ذات أهمية ثانوية، عنهم قليل من المعلومات أو لا شيء على الإطلاق، باستثناء ما يتعلق بالعلاقات العائلية.
قالب:فهرس مختصر

## أ

### أعكابا، ذرية
لمعرفة ذرية "أعكابا" (عزرا 5:30، النسخة المراجعة)، راجع المقالة هاجاب.

### أغابا، ذرية
لذرية "أغابا" في عزرا 5:30، راجع هاجاب.

### أحمائي
أحمائي، وفقًا لـ 1 أخبار الأيام 4:2، كان اسمًا لعشيرة داخل قبيلة يهوذا. الاسم "أحمان" يظهر فقط في هذه الآية من العهد القديم، وقراءات مخطوطة السبعين تقرأ أكيماي أو أكيماي أو أكيمان. يشير الموسوعة البيبلية إلى احتمال أن القراءة الصحيحة هي "أكيمان" وليس "أحمائي".

### أفارساخيات
مجموعة من المستعمرين الذين زرعهم ملك آشور في ساماريا (عزرا 5:6-7).

### أفارساتخيات
أفارساتخيات، وفقًا لعزرا 4:9، كانت من بين الجماعات التي كتبت رسالة إلى الإمبراطور الفارسي معارضة لإعادة بناء أورشليم. التهجئة الدقيقة "أفارساتخيات" تظهر فقط في عزرا 4:9. مع ذلك، توجد صيغة بديلة للنفس الاسم، "أفارساخيات"، في عزرا 5:6 و6:6. وفقًا للموسوعة البيبلية، يبدو أن المصطلح "لقب ضباط معينين تحت داريوس"، وقد تم "سوء فهمه" كإشارة إلى قبيلة.

### أفارسيات
أحدى القبائل الأخرى التي نُقلت إلى ساماريا، أو ربما هي نفسها أفارساخيات (عزرا 4:9).

### أركيتيس
انظر أيضًا كنعان (ابن حام))
أركيتيس، أو أركيتس كانوا من نسل كنعان، وفقًا لسفر التكوين 10:17 وأخبار الأيام أول 1:15، وكانوا أيضًا سكان أرض كنعان، وفقًا ليشوع 16:2. كان حوشاي صديق داود من الأركيتيس (صموئيل الثاني 15:32). سكن الأركيتيس في عَرْقَة، وهي مدينة في شمال ما يُعرف اليوم بلبنان

### أرواديتس
انظر أيضًا كنعان (ابن حام))
أرواديتس كانوا من نسل كنعان، وفقًا لسفر التكوين 10:18 وأخبار الأيام أول 1:16. كانوا يسكنون أرواد، وهي مدينة جزرية الآن جزء من سوريا.

### أشوريون
الأشور (والمسمّون أيضًا أشوريتس أو أشورم) هم مجموعة من الناس، وفقًا لتثنية 25:3، نزلوا من ديدان، ابن يقشان، ابن ابراهيم. هويتهم التاريخية الدقيقة غير معروفة لكن يعبرون أحد مكونات ارض السواد أو ما يعرف بالبلاد ما بين النهرين قديما أو بالعراق حاليا، أو قد يكون مصطلحًا عامًا للزارعين.

## ج

### كماريم
في الترجمة الملكية للإنجيل، يُشار إلى "كماريم" (العبرية كمريم) في سفر صفنيا 1:4 كأشخاص سيتم عقابهم من قبل الله ل associations with idolatry. في معظم التراجم اللاحقة، يُعامل الاسم كاسم مشترك بمعنى "كاهنة وثنية" أو ما شابه. يظهر المصطلح الأساسي أيضًا في الملوك الثاني 23:5 وعاموس 10:5، ومعناه الدقيق غير معروف.

### خران
خران هو اسم قبيلة الهوري في سفر التكوين 36:28 و1 أخبار الأيام 1:41. بينما يبدو أن النص الذي يحتوي على "خران" مكتوب كأنه سلالة أفراد، فإنه يعبّر عن العلاقة بين قبائل الهوري كما فهمها كاتب سفر التكوين.

## د

### دركون، ذرية
في عزرا 2:56 ونحميا 7:58، حيث يعيد كلاهما نسخة من القائمة نفسها، يظهر بنو دركون ("الأبناء" أي "الذريّة" من دركون) كأحد مجموعات "ذريّة خدّام سليمان" الذين عادوا من السبي البابلي إلى أورشليم ويهوذا.

### ديشون
ديشون هو اسم قبيلة الهوري التي تظهر في العهد القديم في 1 أخبار الأيام 1 وسفر التكوين 36. تتعلق هذه الأجزاء بالعلاقات بين قبائل الهوري، لكنها مكتوبة كأن موضوعها العلاقات النسبية بين أفراد، أحدهم يُدعى "ديشون". يُصف ديشون مرتين بأنه الابن الخامس لـ سيير، لكنه مرة يُوصف بأنه ابن عنا، الذي هو بدوره ابن سيير.

## هـ

### إليعاداه
إليعاداه، أو إليعاد، أو إليعاداه هو اسم عشيرة في قبيلة أفرايم، مُجسّدة كفرد في 1 أخبار الأيام 7:20. يُدعى الفرد في 7:20 "إليعاداه" أو "إليعاد" حسب طريقة ترجمة الاسم العبري، بينما يظهر "إليعاد" في الآية 21. قد يكون هذا "إليعاد" تكرارًا لنفس الاسم. لا يزال من غير المؤكد تمامًا كيف قصد المؤرخ أن ترتبط الأسماء في الآية 20 و21 ببعضها البعض.

### إلكوشيتس
يظهر المصطلح الكوشيتي فقط في ناحوم 1:1، حيث يُدعى النبي "ناحوم الكوشيتي". يبدو أنه يأتي من اسم مدينة تُدعى "إلكوش"، لكن لم يتم تحديد هذه المدينة بعد.

### إلمادام
إلمادام أو إلمودام هو اسم شخصية في نسب يسوع وفقًا للقديس لوقا. حيث تكتب اليونانية إلمادام، تكتب السريانية إلموداد. يقترح الموسوعة البيبلية (1899) أن الاسم السامي الأصلي هو إلمatham، وهو شكل من اسم إيلناتان.

### إشبان
إشبان هو اسم موجود في نسب في سفر التكوين و Chronicles. في كلا النسبين، يُحدد إشبان كابن لـ ديشون، ابن عنا، ابن زيبون، ابن سيير الهوري. الاسم يشير إلى قبيلة هورية.

## ج

### غاماديم
غاماديم (الترجمة الملكية غاماديمز) هي مجموعة أو طبقة من الناس المذكورة فقط في حزقيال 27:11، في مقطع يدرجهم، مع مجموعات أخرى، كمدافعين عن صور. بعض مخطوطات العبرية تكتب الاسم كـ غماريم، بينما تفسّر النسخة السبعينية وغيرها من النسخ اليونانية القديمة الأمر بأنواع مختلفة. بعض المفسرين اعتبروا أنهم الكميريين أو الكابادوكيين.
يُدرج غاماديم مع أرواديتس في حزقيال، تمامًا كما يُدرج زماريتس (العبرية تسماريم) مع أفاتيتس في سفر التكوين 10:18. بسبب هذا التشابه بين زماريتس وغاماديم، وكذلك التشابه في مظهر الكلمتين كما تُكتب في النص العبري بدون حروف متحركة، افترض توماس كيلي تشيني أن نص حزقيال الحالي يحتوي فقط على "غاماديم" نتيجة خطأ نسخي، وأن حزقيال 27:11 كان يقرأ أصلاً "زماريتس".

### غارمايتس
غارمايتي (العبرية، غارمي) هو مصطلح يظهر عابرًا فقط مرة واحدة في النص الماسوريتي للالعهد القديم، في مقطع نسبي يذكر عضوًا من قبيلة يهوذا يُدعى "قيلا الغارمايتي". حيث يقرأ النص العبري "الغارمي"، تقرأ مخطوطات السبعين المختلفة "أتاماي"، أو "التارمي"، أو "الغارميي". كتب توماس كيلي تشيني أن اسم "قيلا الغارمايتي" قد يكون شكلاً خاطئًا للشكل الأصلي المقصود "قيلا الكلابيتي".

### غطام
لأسماء القبائل الإدومية "غطام"، راجع غطام.

### غزام
غزام هو اسم عائلة مجموعة من النتينيم في عزرا 2:48 ونحميا 7:51. تظهر كلتا الحالتين في نسخ قائمة تدّعي احتواءها على أسماء عائلات من عادوا من السبي البابلي إلى يهود مدينثا.

### جرغشيات
جرغشيات، أو جرغسيات، كانوا من نسل كنعان، وفقًا لسفر التكوين 10:16 وأخبار الأيام أول 1:14، وكانوا أيضًا سكان أرض كنعان، وفقًا لسفر التكوين 15:21، تثنية 7:1، يشوع 3:10، 24:11، ونحميا 9:8. في بعض الأحيان، لا تُدرج مع القبائل الكنعانية الأخرى التي سكنت الأرض المقدسة؛ وفقًا لبعض العلماء مثل رشي، وذلك لأنهم غادروا أرض إسرائيل قبل أن يعود الإسرائيليون من مصر.

### جبر
لـ "بنو جبر" راجع جبر.

### جناث
لأسماء القبائل الكتابية المحتملة جناث، راجع جناث.

## ح

### حاحشتاري
راجع حاحشتاري

### حابيا، ذرية
لعائلة الكهنة في عزرا 2، راجع حابيا.

### هاجاب، ذرية
ذرية هاجاب، والتي تعني "الجُرَيْبة"، مدرجة بين عائلات النتينيم، أو مساعدي المعبد، الذين عادوا إلى أورشليم من السبي البابلي في عزرا 2:46 والآية الموازية نحميا 7:48. تسجل مخطوطات السبعين لعزرا ونحميا الاسم كـ أغاب أو جابا.
يظهر الاسم أيضًا في 1 عزرا 5:30، حيث تقرأ النسخة القياسية المراجعة "هاجاب" بينما تقرأ الترجمة الملكية "أغابا" والنسخة المراجعة "أككابا".
يذكر سفر الأعمال نبيًا يشارك نفس الاسم: أغابوس.

### هاجاباه، ذرية
راجع هاجاباه.

### هاكوفا، ذرية
العائلة هاكوفا (أيضًا أكيثا أو أكيثا) مدرجة كمجموعة فرعية من النتينيم في عزرا 2:51، نحميا 7:53، و1 عزرا 5:31. في مخطوطات السبعين اليونانية، يظهر الاسم بصيغ أفهيكا, أكوفا, أكيثا, وأكييبا. قد يعني الاسم "الملتوية".

### حماتيتس
انظر أيضًا كنعان (ابن حام))
حماتيتس كانوا من نسل كنعان، وفقًا لسفر التكوين 10:18 وأخبار الأيام أول 1:16. كانوا يسكنون مملكة حما، الموجودة في ما يُعرف الآن بغرب سوريا وشمال لبنان.

### حموليات
حموليات كانوا من نسل حمول ابن فرص وفقًا عدد 26:21.

### حرحر
حرحر مسجل في عزرا 2:51 ونحميا 7:53 كاسم جماعي لفئة من النتينيم الذين عادوا إلى يهوذا بعد السبي البابلي. يُكتب عن هذه المجموعة بني حرحر، وتعني حرفيًا "أبناء حرحر"، والتي يمكن تفسيرها إما كـ "نسل [شخص يُدعى] حرحر" أو "أشخاص من [مكان يُدعى] حرحر".

### حرفيث
حرفيث هو مصطلح يُستخدم لـ "شفطيا الحرفيثي" في 1 أخبار الأيام 12:6 (أو الآية 5) في بعض الإصدارات. تُستخدم صيغة "حرفيث" في القراء، أو الشكل الذي تُقرأ به التقليديًا في المجامع. الكتيف، الشكل المكتوب في جسم النص الماسوريتي ولا تُقرأ به تقليديًا في المجامع، تُسمي سفطيا "حريثيتي". قد يشير مصطلح "حريث" أو "حرفيث" إلى نفس المجموعة التي تُدعى باسم العائلة حريث.

### حصمون
حصمون هو اسم عائلة أو قبيلة مُدرجة في عزرا 2:19 كعائدين إلى أورشليم من السبي البابلي. يسجل سفر عزرا أن 233 عضوًا من هذه المجموعة عادوا إلى أورشليم. النطق الأصلي للاسم غير مؤكد: فقد كان ذات مرة حشيم.

### حتيتا
حتيتا هو الاسم المُعطى لعائلة أو قبيلة من الحُمَّال في قائمة عزرا–نحميا لأولئك الذين عادوا إلى يهود مدينثا بعد السبي البابلي.

### حتيتل، ذرية
راجع حتيطل.

### حفيريات
لمعلومات عن الحفيريات المذكورة في عدد 26:32، راجع حفير.

### هورونيات
في سفر نحميا، أحد أعداء نحميا يُدعى سنبلط الهوروني. اختلف العلماء حول ما إذا كان هذا يُحدد سنبلط كقادم من بيت حورون (في ساماريا) أو من حورونايم (في مואב).

## ي

### إشباه
إشباه هو اسم قبيلة مذكور في 1 أخبار الأيام 4:17، ينتمي إليها سكان عشتموع. يصف النص العلاقات بين القبائل والمناطق من حيث العلاقات النسبية، ويجسد هذه العلاقات كأنها أشخاص. "إشباه" لا يُوصف بـ "أم" أو "أب" في النص العبري الماسوريتي، لكن في السبعين اليونانية يُوصف إشباه كـ "ابن" لـ يثر.

### إشبتس
راجع إشبتي.

### إثران
لقبيلة هورية باسم إثران، راجع إثران.

## ج

### جهمي
جهمي هو اسم قبيلة في قبيلة إسخار، مذكور فقط في 1 أخبار الأيام 7:2.

### يكيم
Jakim هو تقسيم كهنوت مذكور في 1 أخبار الأيام 24:12. وفقًا لـ 1 أخبار الأيام 24، خلال زمن داود تم إنشاء خطة منهجية، حيث قُسم الكهنة إلى أربع وعشرين دورة، كانت مسؤولة بشكل دوري عن تنفيذ واجبات مرتبطة بالهيكل في القدس. يُدرج يكيم كواحد من الدورات الكهنوتية الثانية عشرة.

### جنائي
للقبيلة المشار إليها باسم جنائي أو جعايني، راجع جنائي.

### جفليت
جفليت هو الاسم المُعطى لقبيلة في قبيلة أشير. يجب ألا يُخلط بين جفليت أشير مع "جفليتي" المشار إليه في يشوع 16:3.

### جفليتيات
الجفليتيات كانت مجتمعًا مشار إليه في يشوع 16:3 موجود في النقطة الغربية لحدود الأرض المخصصة لقبيلة أفرايم في lots drawn by يشوع واليعازر. تشير الترجمة الملكية إلى "ساحل جفليتي". "هذا المكان غير معروف الآن".

## ل

### لحد
لحد، المذكور فقط في 1 أخبار الأيام 4:2، هو اسم قبيلة داخل قبيلة يهوذا.

### لبام
لبام كانت مجموعة من الناس من نسل مصرم، وفقًا لسفر التكوين 10:13، أخبار الأيام أول 1:11. هويتهم الدقيقة غير معروفة، لكن الاسم قد يشير إلى الليبيين. راجع لوبيم، ليبو، وتاريخ ليبيا القديم.

### لوبيم
اللوبيم في العهد القديم كانوا الليبيين، وهي أمة أفريقية تدفع الجزية لمصر (2 أخبار الأيام 12:3; الأيام&verse=16:8&src=! 16:8). كانت أراضيهم قريبة من مصر. كانوا على الأرجح لبام مصرم.

## م

### ماكاتيتس
يُستخدم مصطلح ماكاتيتي، أو ماكاتيتي، أو ماكاتيتي للإشارة إلى سكان ماكة.

### مغبيش، ذرية
الذرية [حرفياً، بنو مغبيش] من مغبيش هو الاسم المُعطى لمجموعة من 156 شخصًا مُدرجة في عزرا 2:30 كعائدين من السبي البابلي مع زربابل. هذه المجموعة غائبة عن القائمة الموازية في نحميا 7.

### محابيتس
"إليئيل المحابيتي" (العبرية إليئيل المحبيم) هو شخصية تظهر في بعض التراجم من الكتاب المقدس في 1 أخبار الأيام 11:46. مع ذلك، بسبب الشكل الجمع للمصطلح المترجم محابيتي، تشير الموسوعة البيبلية إلى أن بعض الخطأ قد حدث في مرحلة ما في تاريخ النص، وأن الترجمة "إليئيل المحابيتي" "لا يمكن الحصول عليها بشكل مشروع من الحالة الحالية للنص".

### ملكئيليات
الملكيئيليات كانت مجموعة داخل قبيلة أشير، الذين وفقًا لـ 1 أخبار الأيام 7:31، نزلوا من أشير جد ملكئيل.

### منحثيات
منحثيات (الترجمة الملكية تهجئة منحتيثيات) كانت مجموعة مذكورة في 1 أخبار الأيام 2:52 و54، في مقطع نسبي ي concern descendants of كلب من قبيلة يهوذا. ينسب Chronicles نصف المنحثيات إلى نسل شوبال والنصف الآخر إلى سلمة، كلاهما من نسل كلب. اسمهم مرتبط بمنحث ابن شوبال الهوري، المذكور في 1 أخبار الأيام 1:40.

### ماون
ماون، وفقًا لقضاة 10:12، كانوا مجموعة من الناس، مع الصيدونيين وعماليق، قمعوا شعب إسرائيل. هناك أيضًا موقع يُدعى ماون مذكور عدة مرات في الكتاب المقدس، لكن لا يُذكر الناس بهذا الاسم إلا في مقطع القضاة.

### مؤنميتس
يُستخدم مصطلح مؤنميتس (بتهجئة قديمة مهونميتس، مهونميمز) في Chronicles وعزرا–نحميا. في 2 أخبار الأيام 26:7، يظهر المؤنميتس في قائمة شعوب فلسطين التي غزاها الملك عزيا. في 1 أخبار الأيام 4:40-41، يُذكر أن أشخاصًا من قبيلة سمعون قد قضوا على "نسل حام" ومؤنميتس الذين يعيشون شرق الأردن. وأخيرًا، يدرج عزرا 2:50 والمقطع الموازي في نحميا 7:52 المؤنميتس بين مجموعات النتينيم العائدين إلى يهود مدينثا بعد نهاية السبي البابلي.

### مزوبايتس
للمصطلح مزوبايتي أو مزوبايتي، راجع يعيئيل.

### مشرايتس
المشرايتس، المذكورة فقط في 1 أخبار الأيام 2:53، حيث تصف المؤرخ قبيلة عاشت في قريت يعاريم بعد السبي البابلي.

### مثنائيتس
في 1 أخبار الأيام 11:43، يُشار إلى شخص باسم "يشوفات المثنائيتي."

## ن

### نفتاحيم
نفتاحيم كانت مجموعة من الناس من نسل مصرم، وفقًا لسفر التكوين 10:13، أخبار الأيام أول 1:11.

### نفسيم
البنو نفسيم (نفسيم, نفسيشيم, نفسيشيم)، وفقًا لأسفار عزرا ونحميا، كانت إحدى مجموعات النتينيم. نظام القراء والكتيف لتسجيل المتغيرات يعطي الصيغ "نفسيم" و"نفسيم" في عزرا 2:50، و"نفسيشيم" و"نفسيشيم" في نحميا 7:52. تظهر هذه الصيغ في شكلين من قائمة الأشخاص الذين bought by Ezra from the exile in Babylonia to their homeland in Yehud Medinata.

### نزيه
البنو نزيه، وفقًا لعزرا 2:54 ونحميا 7:56، مجموعة من الأشخاص الذين، من بين آخرين، عادوا مع عزرا من السبي البابلي.

## ب

### بادون
الذريّة بادون أو بنو بادون (العبرية بني بادون) هي مجموعة تظهر في نسختين من قائمة العائدين إلى يهوذا وفقًا لأسفار عزرا (2:44) ونحميا (7:47). بالالتزام مع أسماء عبرية أخرى بصيغة بني س، يمكن ترجمة بني بادون كـ ذريّة بادون، أبناء بادون، أو ناس بادون. لا يوجد معلومات أخرى عن شخص أو مجموعة تحمل الاسم "بادون" في الكتاب المقدس.

### فالتيتس
يظهر شخص واحد يُدعى فالتيتي في الكتاب المقدس "حلز الفالتيتي" (صموئيل الثاني 23:26)، أحد أبطال داود. قد يشير الاسم إما إلى أنه من الموقع بيت فلت (بالعبرية "بيت فلت"، بمعنى "بيت فلت")، أو قد يشير إلى أنه من القبيلة المسماة فلت، المرتبطة بكلب في 1 أخبار الأيام 2:47.

### باروش
الذريّة باروش أو بنو باروش (العبرية بني باروش) تُذكر عدة مرات في أسفار عزرا ونحميا (عزرا 2:3؛ 8:3؛ 10:25؛ نحميا 7:8). وكما هو الحال مع مصطلحات عبرية أخرى بصيغة بني س، يمكن ترجمة بني باروش كـ ذريّة باروش، أبناء باروش، أو ناس باروش. يُذكر شخص يُدعى فدائية، يُوصف كـ "ابن باروش" في نحميا 3:25، ويُدرج بين من ساعدوا في إعادة بناء سور أورشليم. يظهر اسم "باروش (العبرية פרעש، "برغوث")" أيضًا في نحميا 10:14.

### فلنيتس
يُحدد شخصان بالمصطلح "فلنيتي" في أخبار الأيام نسخة قائمة أبطال داود (1 أخبار الأيام 11:27، 36؛ 27:10). يظهر مصطلح "فلنيتي" فقط هنا، بينما يُحدد حلف في صموئيل الثاني 23:26 كـ "فالتيتي". بسبب الشكل الأقدم "فالتيتي"، الذي يُعتقد أنه مرتبط بـ بيت فلت و/أو فلت، يعتقد معظم العلماء أن "فلنيتي" خطأ نسخي، وأن "فالتيتي" هو المصطلح الأصلي.

### فريدا
الذريّة فريدا مدرجة كواحدة من مجموعات خدم سليمان في نحميا 7:57. يظهر الاسم كـ فريدة في عزرا 2:55.

### فخريت
الذريّة فخريت من زباييم مدرجة كواحدة من مجموعات خدم سليمان في عزرا 2:57 ونحميا 7:59.

### بونيات
البونيات، وفقًا لعدد 26:23، كانت قبيلة من نسل فوح، في قبيلة إسخار.

## ر

### رعيه
رعيه هو اسم يظهر عدة مرات في العهد القديم. في 1 أخبار الأيام 4:2، في مقطع يستخدم تنسيق النسب كطريقة لتعبير عن العلاقات بين القبائل، يُوصف رعيه كـ "ابن شوبال"، ومرتبط بقبائل الزورثيات من قبيلة يهوذا.
في مقطع قريب، يُدرج رعيه آخر كـ "ابن يوئيل"، الذي يُوضع في نسب قبيلة رأوبين، لكن علاقته برأوبين غير محددة بدقة (1 أخبار الأيام 5:5، تهجئة الترجمة الملكية رعيه هنا). كان هو ابن ميخا وأب بعل.
في وقت لاحق، في عزرا–نحميا، تظهر مجموعة تُدعى "بنو رعيه" في نسختين من قائمة قبائل النتينيم (عزرا 2:47، نحميا 7:50).

## س

### سارديتس
وفقًا لعدد 26:26، كانت السارديتس قبيلة داخل قبيلة زبولون، سميت باسم ابن زبولون سريد.

### سناح
البنو سناح (العبرية بني سناح أو بني الحسناح) هي مجموعة تظهر في عزرا ونحميا، في نسختين من قائمة العائدين من السبي البابلي. وفقًا لعزرا 2:35 كان هناك 3630 عضوًا من هذه المجموعة؛ نحميا 7:38 يعطي الرقم 3930. نحميا 3:3، في قائمة المجموعات المشاركة في إعادة بناء سور أورشليم، يعملون على بوابة السمك.

### شعلبونيات
يُذكر مصطلح شعلبونتي عابرًا في مقطعين كتابيين، كلاهما يذكر "إليأبا الشعلبونتي" كأحد أبطال داود (صموئيل الثاني 23:32، 1 أخبار الأيام 11:33). راجع شعلبم.

### شلماي، ذرية
في قوائم القبائل في عزرا 2 ونحميا 7، يُدرج "ذريّة شلماي" (حرفياً، "أبناء شلماي") كواحدة من المجموعات التي عادت من السبي البابلي إلى يهوذا (عزرا 2:46، نحميا 7:48).

### سينيتس
قالب:راجع أيضًا
سينيتس كانت مجموعة من الناس من نسل كنعان، ابن حام، وفقًا لسفر التكوين 10:17 وأخبار الأيام أول 1:15. يرى معظم الباحثين هوية السينيتس غير مؤكدة، ولكن ربما هم مجموعة من الجزء الشمالي من لبنان حيث توجد مواقع محلية بأسماء مشابهة، مثل سينا، سينوم أو سيني، وسين. عالم التفسير في القرون الوسطى سعوديا جاوون حدد السينيتس مع الشعوب الأصلية طرابلس، في لبنان.

### خدم سليمان
تُسمى مجموعة ذريّة خدم سليمان في عزرا ونحميا. تظهر في عزرا 2 (55-58) في قائمة العائدين من السبي البابلي إلى يهود مدينثا. تظهر بعد النتينيم وقبل قائمة العائدين الذين لم يتمكنوا من إثبات أصولهم النسبية. توجد نسخة من نفس القائمة، مع بعض الاختلافات الصغيرة، في نحميا 7:57-60. في كلا القائمتين، يُعطى عدد إجمالي 392 شخصًا، بما في ذلك كل من ذرية خدم سليمان والنتينيم. يدرج نحميا 11:3 منهم كواحدة من الخمس فئات من الأشخاص الذين يعيشون في يهود مدينثا: "إسرائيل، الكهنة، اللاويون، النتينيم، وذريّة خدم سليمان."
لاحظ العديد من الباحثين وجود عدد كبير من الأسماء غير العبرية في قائمة النتينيم و"ذريّة خدم سليمان"، وربط الباحثون كلا المجموعتين بالتقاليد الكتابية عن الناس غير الإسرائيليين (الكنعانيين، الجبعونيين، و/أو الحويين) الذين أُجبروا على العبودية من قبل يشوع وسليمان.

## ز

### زماريتس
انظر أيضًا كنعان (ابن حام))
زماريتس كانت من نسل كنعان، وفقًا لسفر التكوين 10:18 وأخبار الأيام أول 1:16. يُعتقد أن الزماريتس سكنوا سمور، وهي مدينة قريبة من الساحل السوري الحديث، على الرغم من أن المفسر سعوديا جاوون اعتقد أنهم سكنوا سابقًا في مدينة حمص السورية.

## روابط خارجية
- قائمة الأسماء الكتابية
- قائمة الشخصيات الكتابية الثانوية
- أفيتيم (من فلسطين)